# Силикат бария
Силикат бария — неорганическое вещество, соль щелочноземельного металла бария и метакремниевой кислоты с формулой BaSiO3. Бесцветные кристаллы. Образует кристаллогидрат.

## Получение
- Обменная реакция между растворимыми солями бария и силикатами щелочных металлов:

{\displaystyle {\mathsf {BaCl_{2}+Na_{2}SiO_{3}\rightarrow BaSiO_{3}\!\downarrow +2NaCl}}}
- Сплавление оксидов:

{\displaystyle {\mathsf {BaO+SiO_{2}\ {\xrightarrow {t^{\circ }}}\ BaSiO_{3}}}}
- В природе встречается очень редкий минерал бенитоит — силикат бария и титана.

## Физические свойства
Силикат бария образует бесцветные кристаллы, нерастворимые в воде.
Известен кристаллогидрат BaSiO3•6H2O с плотностью 2,58 г/см³.

## Химические свойства
- Разрушается сильными кислотами:

{\displaystyle {\mathsf {BaSiO_{3}+2HCl\rightarrow BaCl_{2}+H_{2}SiO_{3}\!\downarrow }}}

## Применение
- Входит в состав некоторых стёкол.